# 광 증폭기

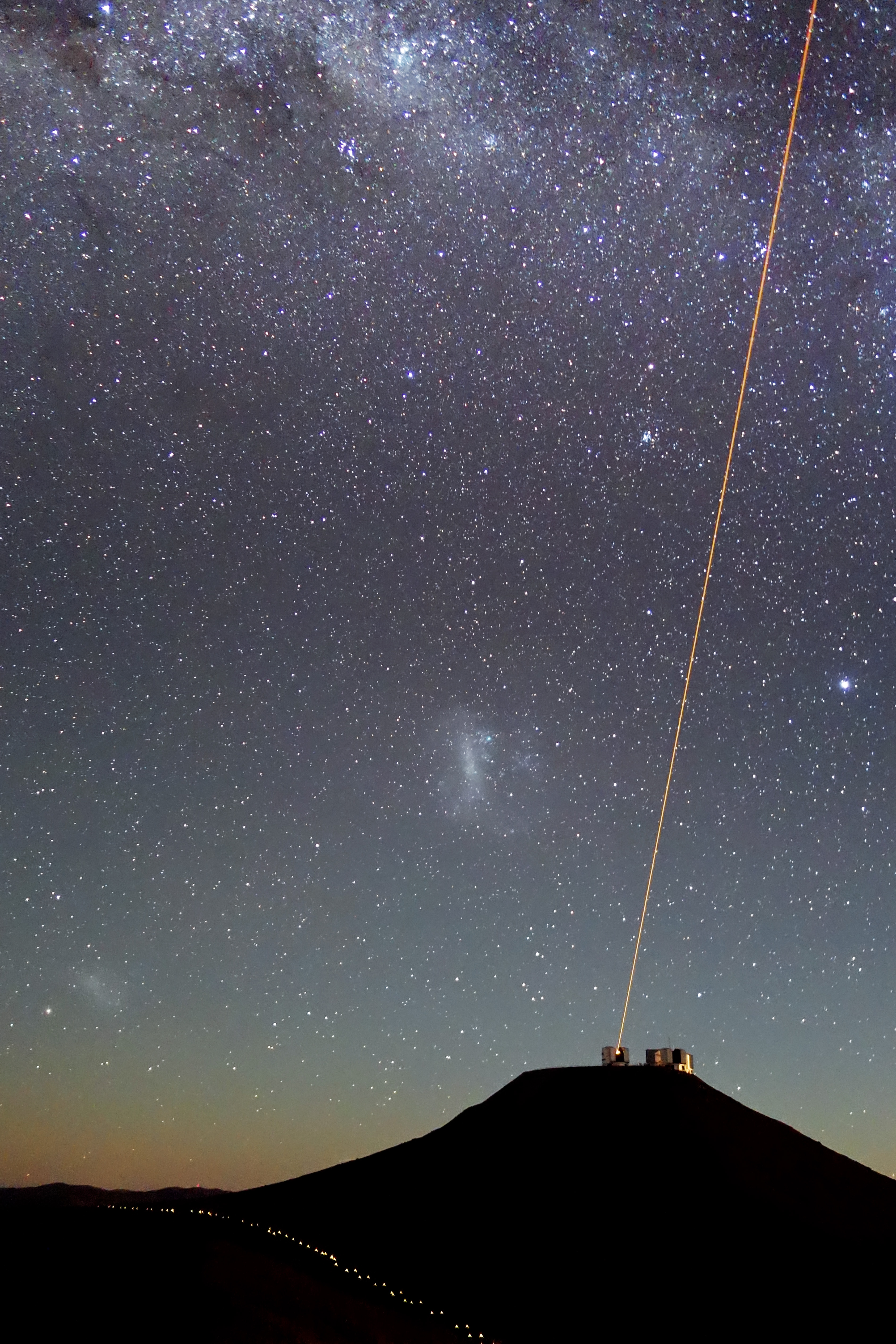
광 증폭기는 가장 큰 천문학적 망원경의 거울 형태를 동적으로 조정하는 적응광학 제어 시스템에 피드백을 제공하는 레이저 가이드 스타를 만드는 데 사용된다.

광 증폭기(Optical amplifier)는 광학 신호를 전기 신호로 먼저 변환할 필요 없이 직접 증폭하는 장치이다. 광 증폭기는 광공진기가 없는 레이저 또는 광공진기의 피드백이 억제된 레이저로 생각할 수 있다. 광 증폭기는 광 통신 및 레이저 물리학에서 중요하다. 이들은 전 세계 통신 링크의 대부분을 운반하는 장거리 광케이블에서 광학 중계기로 사용된다.
광 신호를 증폭하는 데 사용할 수 있는 몇 가지 물리적 메커니즘이 있으며, 이는 주요 광 증폭기 유형에 해당한다. 도핑된 광섬유 증폭기 및 벌크 레이저에서는 증폭기의 활성 레이저 매질 내 자극 방출로 인해 입사광이 증폭된다. 반도체 광 증폭기(SOA)에서는 전자-양공 재결합이 발생한다. 라마 증폭기에서는 증폭 매질 격자 내 포논과 입사광의 라만 산란이 입사 광자와 동일한 광자를 생성한다. 파라메트릭 증폭기는 파라메트릭 증폭을 사용한다.

## 역사
광 증폭의 원리는 1957년 11월 13일 고든 굴드에 의해 발명되었다. 그는 1959년 4월 6일에 "인구 반전을 생성하기 위해 충돌을 사용하는 광 증폭기"(Light Amplifiers Employing Collisions to Produce Population Inversions)라는 제목의 미국 특허 US80453959A를 출원했다. (이후 일부 지속으로 수정되어 1988년 5월 4일 미국 특허 4,746,201A로 최종 발행되었다). 이 특허는 "기체, 액체 또는 고체 상태의 이온, 원자 또는 분자로부터 광자의 자극 방출에 의한 광 증폭"을 다루었다. 총 48개의 광 증폭기 관련 특허를 획득한 굴드는 발급 당시 시장에 출시된 레이저의 80%를 차지했다.
굴드는 광통신 장비 회사인 옵텔레콤을 공동 설립했으며, 그의 전 Light Optics Research 책임자인 데이비드 후버와 케빈 킴벌린과 함께 시에나 코퍼레이션 설립을 도왔다. 후버와 시에나의 스티브 알렉산더는 이중 스테이지 광 증폭기 (미국 특허 5,159,601)를 발명했는데, 이는 그들이 1996년 6월에 출시한 최초의 고밀도 파장 분할 다중(DWDM) 시스템의 핵심이었다. 이는 광학 네트워킹의 시작을 알렸다. 1997년 광학 권위자 쇼이치 스도와 기술 분석가 조지 길더는 그 중요성을 인식했는데, 스도는 광 증폭기가 "정보 시대라고 불리는 전 세계적인 혁명을 이끌 것"이라고 썼고 길더는 광 증폭기를 집적 회로에 비유하며 정보 시대를 가능하게 할 것이라고 예측했다. 광 증폭 WDM 시스템은 모든 지역, 도시, 국가, 대륙간 및 해저 통신 네트워크의 공통 기반이며 인터넷의 광섬유 백본(예: 광섬유 케이블은 현대 컴퓨터 망의 기반을 형성한다)에 선택된 기술이다.

## 레이저 증폭기
거의 모든 레이저 활성 레이저 매질은 동일한 재료를 이득 매질로 사용하여 만든 레이저의 파장에서 빛에 대한 이득을 생성하도록 펌핑될 수 있다. 이러한 증폭기는 일반적으로 고출력 레이저 시스템을 생성하는 데 사용된다. 재생 증폭기 및 처프 펄스 증폭기와 같은 특수 유형은 초단 펄스를 증폭하는 데 사용된다.

### 고체 증폭기
고체 증폭기는 다양한 도핑된 고체 재료(Nd: Yb:YAG, Ti:Sa)와 다양한 기하학적 구조(디스크, 슬랩, 로드)를 사용하여 광학 신호를 증폭하는 광 증폭기이다. 다양한 재료는 다른 파장의 증폭을 허용하는 반면, 매질의 형태는 에너지 또는 평균 전력 스케일링에 더 적합한 것들을 구별할 수 있다. 중력파 감지에서 국립점화시설의 고에너지 물리학에 이르는 기초 연구에서 사용되는 것 외에도 오늘날의 많은 초단 펄스 레이저에서도 발견된다.

### 도핑 광섬유 증폭기

간단한 도핑 광섬유 증폭기의 개략도

도핑 광섬유 증폭기(DFA)는 도핑된 광섬유를 이득 매질로 사용하여 광학 신호를 증폭하는 광 증폭기이다. 이들은 파이버 레이저와 관련이 있다. 증폭할 신호와 펌프 레이저는 도핑된 광섬유로 다중화되며, 신호는 도핑 이온과의 상호 작용을 통해 증폭된다.
증폭은 도핑된 광섬유의 도펀트 이온으로부터 광자의 자극 방출에 의해 이루어진다. 펌프 레이저는 이온을 더 높은 에너지 상태로 여기시켜, 이온이 신호 파장에서 광자의 자극 방출을 통해 더 낮은 에너지 레벨로 붕괴될 수 있게 한다. 여기된 이온은 또한 자발적으로(자발 방출) 또는 유리 매트릭스의 포논과의 상호 작용을 포함하는 비복사 과정("nonradiative processes")을 통해 붕괴될 수 있다. 이 두 가지 붕괴 메커니즘은 자극 방출과 경쟁하여 광 증폭 효율을 감소시킨다.
광 증폭기의 증폭 창은 증폭기가 사용 가능한 이득을 생성하는 광학 파장 범위이다. 증폭 창은 도펀트 이온의 분광학적 특성, 광섬유의 유리 구조, 펌프 레이저의 파장 및 출력에 의해 결정된다.
고립된 이온의 전자 전이는 매우 잘 정의되어 있지만, 이온이 광섬유 유리에 통합되면 에너지 준위가 넓어져 증폭 창도 넓어진다. 이 넓어짐은 균일적(모든 이온이 동일한 넓어진 스펙트럼을 나타냄)이면서 동시에 불균일적(다른 유리 위치에 있는 다른 이온이 다른 스펙트럼을 나타냄)이다. 균일 넓어짐은 유리 내 포논과의 상호작용에서 발생하며, 불균일 넓어짐은 다른 이온이 호스팅되는 유리 위치의 차이로 인해 발생한다. 다른 위치는 이온을 다른 국부 전기장에 노출시키며, 이는 슈타르크 효과를 통해 에너지 준위를 이동시킨다. 또한 슈타르크 효과는 동일한 총 각운동량을 갖는 에너지 상태(양자수 J에 의해 지정됨)의 퇴화를 제거한다. 따라서, 예를 들어 삼가 어븀 이온(Er3+)은 J = 15/2인 바닥 상태를 가지며, 전기장 존재 시 J + 1/2 = 8개의 미세하게 다른 에너지를 갖는 하위 준위로 분리된다. 첫 번째 여기 상태는 J = 13/2를 가지므로 7개의 하위 준위를 갖는 슈타르크 다중체를 형성한다. J = 13/2 여기 상태에서 J = 15/2 바닥 상태로의 전이는 1500 nm 파장에서의 이득을 담당한다. EDFA의 이득 스펙트럼은 위의 넓어짐 메커니즘에 의해 번져 여러 피크를 갖는다. 최종 결과는 매우 넓은 스펙트럼(실리카에서 일반적으로 30 nm)이다. 광섬유 증폭기의 넓은 이득 대역폭은 파장 분할 다중 통신 시스템에서 특히 유용하다. 단일 증폭기를 사용하여 광섬유를 통해 전송되는 모든 신호 중 이득 창 내에 파장이 있는 신호를 증폭할 수 있기 때문이다.
어븀 도핑 도파관 증폭기(EDWA)는 도파관을 사용하여 광학 신호를 증폭하는 광 증폭기이다.

#### EDFA의 기본 원리
상대적으로 높은 출력의 광선은 파장 선택 결합기(WSC)를 사용하여 입력 신호와 혼합된다. 입력 신호와 여기광은 파장이 상당히 달라야 한다. 혼합된 빛은 코어에 어븀 이온이 포함된 광섬유 구간으로 유도된다. 이 고출력 광선은 어븀 이온을 더 높은 에너지 상태로 여기시킨다. 펌프광과 다른 파장의 신호에 속하는 광자가 여기된 어븀 이온을 만나면, 어븀 이온은 유도 방출을 겪고 더 낮은 에너지 상태로 돌아간다.
중요한 점은 어븀이 증폭되는 신호와 정확히 동일한 위상과 방향을 가진 추가 광자 형태로 에너지를 방출한다는 것이다. 따라서 신호는 이동 방향으로만 증폭된다. 이것은 특이한 일이 아니다. 원자가 "레이저 작동"할 때 항상 입사광과 동일한 방향과 위상으로 에너지를 방출한다. 따라서 추가 신호 전력은 모두 입사 신호와 동일한 광섬유 모드에서 유도된다. 일반적으로 광학 절연기는 부착된 광섬유에서 반사가 돌아오는 것을 방지하기 위해 출력에 배치된다. 이러한 반사는 증폭기 작동을 방해하며 극단적인 경우에는 증폭기가 레이저가 될 수 있다.
어븀 도핑 증폭기는 고이득 증폭기이다.

#### 잡음
DFA에서 잡음의 주요 원인은 증폭된 자발 방출(ASE)이며, 이 스펙트럼은 증폭기의 이득 스펙트럼과 거의 동일하다. 이상적인 DFA의 잡음 지수는 3 dB이지만, 실제 증폭기는 6~8 dB만큼 큰 잡음 지수를 가질 수 있다.
자극 방출을 통해 붕괴되는 것 외에도 상위 에너지 준위의 전자는 자발 방출을 통해서도 붕괴될 수 있으며, 이는 유리 구조 및 반전 레벨에 따라 무작위로 발생한다. 광자는 모든 방향으로 자발적으로 방출되지만, 그 중 일부는 광섬유의 개구수 내에 해당하는 방향으로 방출되어 광섬유에 의해 포획되고 유도된다. 포획된 광자는 다른 도펀트 이온과 상호 작용할 수 있으며, 따라서 자극 방출에 의해 증폭된다. 따라서 초기 자발 방출은 신호와 동일한 방식으로 증폭되므로 증폭된 자발 방출이라는 용어가 사용된다. ASE는 증폭기에 의해 순방향 및 역방향 모두에서 방출되지만, 순방향 ASE만이 시스템 성능에 직접적인 영향을 미친다. 이 잡음은 신호와 함께 수신기로 전파되어 시스템 성능을 저하시키기 때문이다. 그러나 역방향 ASE는 ASE가 반전 레벨을 소모하여 증폭기의 이득을 감소시키고 원하는 신호 이득에 비해 발생하는 잡음을 증가시킬 수 있으므로 증폭기의 성능 저하로 이어질 수 있다.
잡음 지수는 광학 영역과 전기 영역 모두에서 분석할 수 있다. 광학 영역에서 ASE, 광학 신호 이득 및 신호 파장을 광학 스펙트럼 분석기를 사용하여 측정하면 잡음 지수를 계산할 수 있다. 전기 측정 방법의 경우, 감지된 광전류 잡음은 저잡음 전기 스펙트럼 분석기로 평가되며, 이는 증폭기 이득 측정과 함께 잡음 지수 측정을 허용한다. 일반적으로 광학 기술은 더 간단한 방법을 제공하지만, 전기 방법으로 포착되는 다중 경로 간섭(MPI) 잡음 발생과 같은 과도한 잡음 효과를 포함하지 않는다. 두 가지 방법 모두에서 입력 신호에 수반되는 자발 방출과 같은 효과에 대한 주의는 잡음 지수의 정확한 측정에 중요하다.

#### 이득 포화
DFA에서 이득은 도펀트 이온의 인구 역전으로 인해 발생한다. DFA의 반전 레벨은 주로 펌프 파장의 전력과 증폭된 파장의 전력에 의해 설정된다. 신호 전력이 증가하거나 펌프 전력이 감소하면 반전 레벨이 감소하고 따라서 증폭기의 이득이 감소한다. 이러한 효과를 이득 포화라고 한다. 신호 레벨이 증가함에 따라 증폭기가 포화되어 더 이상 출력 전력을 생성할 수 없으므로 이득이 감소한다. 포화는 일반적으로 이득 압축으로도 알려져 있다.
최적의 잡음 성능을 얻기 위해 DFA는 상당한 양의 이득 압축(일반적으로 10 dB) 하에서 작동한다. 이는 자발 방출 속도를 줄여 ASE를 감소시키기 때문이다. DFA를 이득 포화 영역에서 작동하는 또 다른 장점은 입력 신호 전력의 작은 변동이 출력 증폭 신호에서 감소한다는 것이다. 즉, 작은 입력 신호 전력은 더 큰(덜 포화된) 이득을 경험하는 반면, 큰 입력 전력은 더 적은 이득을 보인다.
펄스의 선두 가장자리가 증폭되어 이득 매질의 포화 에너지에 도달한다. 일부 조건에서는 펄스의 폭(전반값너비)이 감소한다.

#### 불균일 넓어짐 효과
도펀트 이온의 선폭 넓어짐의 불균일한 부분 때문에 이득 스펙트럼은 불균일한 구성 요소를 가지며 이득 포화는 불균일한 방식으로 미미하게 발생한다. 이러한 효과는 스펙트럼 홀 번잉으로 알려져 있는데, 한 파장의 고출력 신호가 불균일하게 넓어진 이온의 포화로 인해 해당 신호에 가까운 파장의 이득에 '구멍'을 낼 수 있기 때문이다. 스펙트럼 홀은 관련 광섬유의 특성과 번잉 신호의 전력에 따라 폭이 다르지만, 일반적으로 C-밴드의 단파장 끝에서는 1 nm 미만이고 C-밴드의 장파장 끝에서는 몇 nm이다. 그러나 홀의 깊이는 매우 작아서 실제로 관찰하기 어렵다.

#### 편광 효과
DFA는 본질적으로 편광에 독립적인 증폭기이지만, 도펀트 이온의 소수 비율은 특정 편광과 우선적으로 상호작용하며 입력 신호의 편광에 대한 작은 의존성(일반적으로 < 0.5 dB)이 발생할 수 있다. 이를 편광 의존 이득(PDG)이라고 한다.
이온의 흡수 및 방출 단면은 주요 축이 서로 다른 유리 위치에서 모든 방향으로 무작위로 정렬된 타원체로 모델링할 수 있다. 유리에 있는 타원체의 무작위 분포는 거시적으로 등방성 매질을 생성하지만, 강한 펌프 레이저는 펌프의 광학 필드 벡터와 더 잘 정렬된 이온을 선택적으로 여기시킴으로써 비등방성 분포를 유도한다. 또한, 신호 필드와 정렬된 여기된 이온은 더 많은 유도 방출을 생성한다. 따라서 이득 변화는 펌프 및 신호 레이저의 편광 정렬에 따라 달라진다. 즉, 두 레이저가 동일한 도펀트 이온의 하위 집합과 상호작용하는지 여부에 따라 달라진다.
복굴절이 없는 이상적인 도핑된 광섬유에서는 PDG가 불편하게 클 것이다. 다행히 광섬유에는 항상 소량의 복굴절이 존재하며, 또한 빠른 축과 느린 축은 광섬유 길이를 따라 무작위로 변한다. 일반적인 DFA는 수십 미터 길이로, 이미 이러한 복굴절 축의 무작위성을 보여주기에 충분히 길다. 이 두 가지 결합 효과(전송 광섬유에서 편광 모드 분산을 유발함)는 광섬유를 따라 신호 및 펌프 레이저의 상대적 편광의 불일치를 생성하여 PDG를 평균화하는 경향이 있다. 그 결과 단일 증폭기에서는 PDG를 관찰하기 매우 어렵지만(여러 개의 캐스케이드 증폭기가 있는 링크에서는 눈에 띈다) 가능하다.

### 어븀 도핑 광섬유 증폭기
어븀 도핑 광섬유 증폭기(EDFA)는 증폭 창이 실리카 기반 광섬유의 세 번째 전송 창과 일치하므로 가장 널리 사용되는 광섬유 증폭기이다. 실리카 광섬유의 코어는 삼가 어븀 이온(Er3+)으로 도핑되어 있으며, 980 nm 및 1480 nm 파장 근처의 레이저로 효율적으로 펌핑될 수 있으며, 1550 nm 영역에서 이득이 나타난다. EDFA 증폭 영역은 응용 분야에 따라 다르며 몇 나노미터에서 최대 ~80 nm까지 다양할 수 있다. 통신에서 EDFA의 일반적인 사용은 기존 C-밴드 증폭기(~1525 nm ~ ~1565 nm) 또는 장거리 L-밴드 증폭기(~1565 nm ~ ~1610 nm)를 필요로 한다. 이 두 대역 모두 EDFA로 증폭할 수 있지만, 각 대역에 최적화된 두 개의 다른 증폭기를 사용하는 것이 일반적이다.
C-대역 및 L-대역 증폭기의 주요 차이점은 L-대역 증폭기에서 더 긴 도핑된 광섬유가 사용된다는 것이다. 더 긴 광섬유 길이는 더 낮은 반전 레벨을 사용할 수 있게 하여, 더 긴 파장(실리카 내 어븀의 밴드 구조로 인해)에서 방출을 제공하면서도 유용한 양의 이득을 제공한다.
EDFA는 980nm와 1480nm 두 가지 흔히 사용되는 펌핑 대역을 가지고 있다. 980nm 대역은 흡수 단면적이 더 커서 일반적으로 저잡음 성능이 요구되는 곳에 사용된다. 흡수 대역이 비교적 좁기 때문에 파장 안정화 레이저 소스가 일반적으로 필요하다. 1480nm 대역은 흡수 단면적이 더 작지만 더 넓으며 일반적으로 고출력 증폭기에 사용된다. 980nm와 1480nm 펌핑의 조합이 일반적으로 증폭기에 사용된다.
어븀 도핑 광섬유에서 이득 및 레이저 발생은 1986-87년에 두 그룹에 의해 처음 시연되었다. 한 그룹은 데이비드 N. 페인, R. 미어스, I.M. 존시, L. 레키를 포함한 사우샘프턴 대학교 그룹이었고 다른 그룹은 AT&T 벨 연구소의 E. 데서비르, P. 베커, J. 심슨이었다. 고밀도 파장 분할 다중(DWDM)을 가능하게 한 이중 스테이지 광 증폭기는 시에나 코퍼레이션의 스티븐 B. 알렉산더가 발명했다.

### 다른 파장 범위용 도핑 광섬유 증폭기
툴륨 도핑 광섬유 증폭기는 S-밴드(1450–1490 nm)에 사용되었고, 프라세오디뮴 도핑 증폭기는 1300 nm 영역에 사용되었다. 그러나 이들 영역은 아직까지 상업적으로 크게 활용되지 않았으며, 따라서 이들 증폭기는 EDFA만큼 많은 개발 대상이 되지 않았다. 그러나 1마이크로미터 파장 근처에서 작동하는 이터븀 도핑 광섬유 레이저 및 증폭기는 재료의 산업 가공에 많은 응용 분야를 가지고 있으며, 이러한 장치는 매우 높은 출력(수십 킬로와트)으로 만들 수 있다.

## 반도체 광 증폭기
반도체 광 증폭기(SOA)는 반도체를 이득 매질로 사용하는 증폭기이다. 이 증폭기는 파브리-페로 반도체 레이저와 유사한 구조를 가지고 있지만, 끝단면에 반사 방지 설계 요소가 있다. 최근 설계에는 반사 방지 코팅과 기울어진 도파관 및 창 영역이 포함되어 끝단면 반사를 0.001% 미만으로 줄일 수 있다. 이는 공진기에서 이득보다 큰 전력 손실을 발생시켜 증폭기가 레이저로 작동하는 것을 방지한다. 또 다른 유형의 SOA는 두 개의 영역으로 구성된다. 한 부분은 파브리-페로 레이저 다이오드 구조를 가지고 있고, 다른 부분은 출력면에 대한 전력 밀도를 줄이기 위해 테이퍼형 구조를 가지고 있다.
반도체 광 증폭기는 일반적으로 갈륨 비소/AlGaAs, 인듐 인화물/인듐 갈륨 비소, 인듐 인화물/InGaAsP 및 인듐 인화물/InAlGaAs와 같은 III-V족 화합물 반도체로 만들어지지만, II-VI족과 같은 직접 띠틈 반도체도 사용될 수 있다. 이러한 증폭기는 종종 광섬유-피그테일 부품 형태로 통신 시스템에 사용되며, 850 nm에서 1600 nm 사이의 신호 파장에서 작동하며 최대 30 dB의 이득을 생성한다.
반도체 광 증폭기는 크기가 작고 전기적으로 펌핑된다. EDFA보다 잠재적으로 저렴할 수 있으며 반도체 레이저, 변조기 등과 통합될 수 있다. 그러나 성능은 아직 EDFA에 미치지 못한다. SOA는 더 높은 잡음, 더 낮은 이득, 중간 정도의 편광 의존성 및 빠른 과도 시간과 함께 높은 비선형성을 가진다. SOA의 주요 장점은 네 가지 유형의 비선형 작동(교차 이득 변조, 교차 위상 변조, 파장 변환 및 4광파 혼합)을 모두 수행할 수 있다는 것이다. 또한 SOA는 저전력 레이저로 작동할 수 있다.
이는 짧은 나노초 이하의 상위 상태 수명에서 비롯되므로 이득이 펌프 또는 신호 전력의 변화에 빠르게 반응하고, 이득의 변화는 또한 신호를 왜곡할 수 있는 위상 변화를 유발한다.
이러한 비선형성은 광통신 응용 분야에서 가장 심각한 문제를 야기한다. 그러나 EDFA와 다른 파장 영역에서 이득을 얻을 가능성을 제공한다. 이득 클램핑 기술을 사용하는 "선형 광 증폭기"가 개발되었다.
높은 광학적 비선형성은 반도체 증폭기를 모든 광학 신호 처리, 즉 모든 광학 스위칭 및 파장 변환에 매력적으로 만든다. 광학 신호 처리, 파장 변환, 클록 복구, 신호 역다중화 및 패턴 인식 요소로서 반도체 광 증폭기에 대한 많은 연구가 있었다.

### 수직 공동 SOA
SOA 계열에 최근 추가된 것은 수직 공동 SOA (VCSOA)이다. 이 장치들은 VCSEL과 구조가 유사하며 많은 기능을 공유한다. VCSOA와 VCSEL을 비교할 때 주요 차이점은 증폭기 공동에 사용되는 거울 반사율이 감소한다는 점이다. VCSOA의 경우, 장치가 레이저 임계값에 도달하는 것을 방지하기 위해 감소된 피드백이 필요하다. 극히 짧은 공동 길이와 그에 상응하는 얇은 이득 매질 때문에, 이 장치들은 매우 낮은 단일 통과 이득 (일반적으로 몇 퍼센트 정도)과 매우 큰 자유 스펙트럼 범위(FSR)를 나타낸다. 작은 단일 통과 이득은 전체 신호 이득을 높이기 위해 상대적으로 높은 거울 반사율을 요구한다. 전체 신호 이득을 높이는 것 외에도, 공명 공동 구조를 사용하면 매우 좁은 이득 대역폭이 발생한다. 광학 공동의 큰 FSR과 결합되어, 이는 VCSOA의 작동을 단일 채널 증폭으로 효과적으로 제한한다. 따라서 VCSOA는 증폭 필터로 볼 수 있다.
수직 공동 기하학적 구조를 고려할 때, VCSOA는 웨이퍼 표면에 수직으로 입/출력 신호가 들어오고 나가는 공진 공동 광 증폭기이다. VCSOA의 표면 수직 작동은 작은 크기 외에도 낮은 전력 소비, 낮은 잡음 지수, 편광 독립 이득, 그리고 단일 반도체 칩에 고충전율 2차원 배열을 제조할 수 있는 능력과 같은 여러 가지 장점을 제공한다. 이 장치들은 아직 초기 연구 단계에 있지만, 유망한 전치 증폭기 결과가 시연되었다. VCSOA 기술의 추가 확장은 파장 가변 장치의 시연이다. 이러한 MEMS 가변 수직 공동 SOA는 MEMS 기반 가변 메커니즘을 사용하여 증폭기의 피크 이득 파장을 넓고 연속적으로 가변한다. SOA는 1~100ps 정도의 더 빠른 이득 응답을 가진다.

### 테이퍼형 증폭기
고출력과 더 넓은 파장 범위에서는 테이퍼형 증폭기가 사용된다. 이 증폭기는 측면 단일 모드 부분과 테이퍼형 구조의 부분으로 구성되어 레이저 광이 증폭된다. 테이퍼형 구조는 출력면에서 전력 밀도를 감소시킨다.
일반적인 매개변수:
- 파장 범위: 633 ~ 1480 nm
- 입력 전력: 10 ~ 50 mW
- 출력 전력: 최대 3W

## 라만 증폭기
라만 증폭기에서는 신호가 라만 증폭에 의해 강화된다. EDFA 및 SOA와 달리 증폭 효과는 광섬유 내에서 신호와 펌프 레이저 간의 비선형 상호 작용을 통해 달성된다. 라만 증폭기에는 분산형과 집중형의 두 가지 유형이 있다. 분산형 라만 증폭기는 전송 광섬유를 이득 매질로 활용하여 펌프 파장을 신호 파장과 다중화하는 반면, 집중형 라만 증폭기는 증폭을 제공하기 위해 전용의 더 짧은 길이의 광섬유를 사용한다. 집중형 라만 증폭기의 경우, 신호와 펌프 파장 간의 상호 작용을 증가시키고 이에 따라 필요한 광섬유 길이를 줄이기 위해 작은 코어를 가진 고비선형 광섬유가 활용된다.
펌프광은 신호와 동일한 방향(동방향 펌핑), 반대 방향(역방향 펌핑) 또는 둘 다로 전송 광섬유에 결합될 수 있다. 펌프에서 신호로의 잡음 전달이 감소하므로 역방향 펌핑이 더 일반적이다.
라만 증폭에 필요한 펌프 전력은 EDFA에 필요한 것보다 높으며, 분산 증폭기에서 유용한 이득 수준을 달성하려면 500mW를 초과하는 전력이 필요하다. 고출력 광 전력의 안전 문제 해결을 위해 펌프광을 안전하게 포함할 수 있는 집중형 증폭기는 1W 이상의 광 전력을 사용할 수 있다.
라만 증폭의 주요 장점은 전송 광섬유 내에서 분산 증폭을 제공할 수 있다는 점으로, 이를 통해 증폭기와 재생 지점 사이의 스팬 길이가 증가한다. 라만 증폭기의 증폭 대역폭은 사용되는 펌프 파장에 의해 정의되므로, 도펀트 및 장치 설계에 의존하여 증폭 '창'을 정의하는 다른 유형의 증폭기로는 불가능할 수 있는 더 넓고 다른 영역에서 증폭을 제공할 수 있다.
라만 증폭기는 몇 가지 근본적인 장점을 가지고 있다. 첫째, 모든 광섬유에 라만 이득이 존재하여 터미널 끝에서 업그레이드하는 비용 효율적인 방법을 제공한다. 둘째, 이득이 비공명적이어서 약 0.3에서 2 μm 범위의 광섬유 투명성 영역 전체에서 이득을 사용할 수 있다. 라만 증폭기의 세 번째 장점은 펌프 파장을 조정하여 이득 스펙트럼을 맞춤 설정할 수 있다는 것이다. 예를 들어, 여러 펌프 라인을 사용하여 광학 대역폭을 늘릴 수 있으며, 펌프 분포는 이득 평탄도를 결정한다. 라만 증폭의 또 다른 장점은 5THz를 초과하는 대역폭을 가진 비교적 광대역 증폭기이며, 이득이 넓은 파장 범위에 걸쳐 합리적으로 평평하다는 것이다.
그러나 라만 증폭기는 여러 가지 문제로 인해 조기에 채택되지 못했다. 첫째, EDFA에 비해 라만 증폭기는 낮은 신호 전력에서 펌핑 효율이 상대적으로 떨어진다. 단점이지만, 이러한 펌핑 효율 부족은 라만 증폭기에서 이득 클램핑을 더 쉽게 만들기도 한다. 둘째, 라만 증폭기는 더 긴 이득 광섬유를 필요로 한다. 그러나 이 단점은 단일 광섬유에서 이득과 분산 보상을 결합하여 완화할 수 있다. 라만 증폭기의 세 번째 단점은 빠른 응답 시간으로, 아래에서 더 자세히 논의될 새로운 잡음원을 발생시킨다. 마지막으로, WDM 신호 채널에 대한 증폭기의 비선형 페널티에 대한 우려가 있다.
참고: 이 문서의 이전 버전 텍스트는 공공 도메인 연방 표준 1037C에서 가져왔다.

## 광학 파라메트릭 증폭기
광학 파라메트릭 증폭기는 비중심대칭 비선형 매질(예: 베타 바륨 보레이트(BBO)) 또는 심지어 표준 용융 실리카 광섬유와 같은 비선형 매질에서 커 효과를 통해 약한 신호-충격을 증폭할 수 있다. 이전에 언급된 통신 환경에서 주로 사용되는 증폭기와 달리, 이 유형은 초고속 고체 레이저(예: 티타늄 사파이어 레이저)의 주파수 가변성을 확장하는 데 주로 응용된다. 비공선형 상호 작용 기하학을 사용함으로써 광학 파라메트릭 증폭기는 극도로 넓은 증폭 대역폭을 가질 수 있다.

## 21세기
21세기에는 고출력 파이버 레이저가 산업용 재료 가공 도구로 채택되었고, 의료 및 과학 시장을 포함한 다른 시장으로 확장되었다. 과학 시장 침투를 가능하게 한 주요 개선 사항 중 하나는 높은 정교도를 가진 파이버 증폭기의 발전이었다. 이 증폭기들은 우수한 빔 품질과 안정적인 선형 편광 출력을 함께 제공하면서 단일 주파수 선폭(<5kHz)을 제공할 수 있게 되었다. 이러한 사양을 충족하는 시스템은 초기에는 몇 와트의 출력 전력에서 꾸준히 발전하여 수십 와트, 그리고 나중에는 수백 와트에 이르렀다. 이러한 전력 증가는 광섬유 기술의 발전, 예를 들어 광섬유 내에서 브릴루앙 산란 (SBS) 억제/완화 기술 채택, 그리고 저개구 코어를 가진 대면적 모드(LMA) 광섬유, 마이크로 구조화된 로드형 광섬유, 헬리컬 코어 또는 키랄 결합 코어 광섬유, 그리고 테이퍼 이중 클래드 광섬유(T-DCF)를 포함한 전체 증폭기 설계 개선을 통해 이루어졌다. 2015년 현재 고정밀, 고출력 및 펄스형 광섬유 증폭기는 상업용 고체 단일 주파수 소스에서 얻을 수 있는 수준을 초과하는 전력 수준과 안정적인 최적화된 성능을 제공하여 새로운 과학적 응용 분야를 열었다.

## 구현
광 증폭기를 설계하는 데 사용할 수 있는 몇 가지 시뮬레이션 도구가 있다. 인기 있는 상업용 도구는 옵티웨이브 시스템즈와 VPI 시스템즈에서 개발되었다.

## 같이 보기
- 반도체 레이저의 비선형 이론
- 재생 증폭